# Proapteryx micromeros
Proapteryx micromeros — викопний вид нелітаючих птахів родини ківієвих (Apterygidae), що існував в міоцені (19-16 млн років тому).

## Скам'янілості
Рештки птаха знайдені у відкладеннях формації Баннокберн в регіоні Отаго на півдні Нової Зеландії.

## Опис
Птах був значно меншим від сучасних ківі. Важив приблизно 230—370 г. У нього також був значно коротший дзьоб. Він, ймовірно, був ще здатним до польоту.